# László Branikovits
László Branikovits, né le 18 décembre 1949 à Budapest et mort le 16 octobre 2020 dans la même ville, est un footballeur international hongrois.

## Biographie

### Carrière en club
László Branikovits joue la majeure partie de sa carrière dans son club formateur du Ferencváros. De 1967 à 1976, il marque 74 buts en près de 200 matchs de championnat, remportant le Championnat de Hongrie en 1967, 1968 et 1976, et la Coupe de Hongrie en 1972, 1974 et 1976.
Il inscrit notamment 16 buts en championnat lors de la saison 1970-1971, puis 15 buts la saison suivante, et 12 buts en 1973-1974.
Il participe régulièrement aux compétitions européennes avec Ferencváros. Il dispute ainsi la Coupe d'Europe des clubs champions, la Coupe des villes de foires, la Coupe de l'UEFA, et enfin la Coupe des coupes.
Il atteint avec le Ferencváros la finale de la Coupe des villes de foires en 1968. Son équipe s'incline face au club anglais de Leeds United. Branikovits se met en évidence en inscrivant quatre buts, dont un doublé en demi-finale face au club italien de Bologne.
Il atteint ensuite les demi-finales de la Coupe de l'UEFA en 1972. Son équipe s'incline face à l'équipe anglaise des Wolverhampton Wanderers. Branikovits s'llustre en marquant sept buts en sept matchs. Il marque notamment un triplé lors du premier tour face au club turc de Fenerbahçe, puis un doublé en huitièmes de finale face à l'équipe allemande de l'Eintracht Brunswick.
Branikovits dispute également les demi-finales de la Coupe des coupes en 1975 face au club yougoslave de l'Étoile rouge de Belgrade.
Il joue ensuite deux saisons au Csepel SC puis prend sa retraite en 1979 après une saison à l'Építők SC.

### Carrière en sélection
Il compte 30 sélections en équipe de Hongrie espoirs, et évolue en équipe de Hongrie olympique de 1970 à 1972, remportant la médaille d'argent lors des Jeux olympiques d'été de 1972.
Il compte six sélections et deux buts en équipe de Hongrie. Il joue son premier match en équipe nationale le 29 mars 1972, en amical contre l'Allemagne (défaite 0-2, dont le premier goal international d'Uli Hoeneß qui honore sa toute première cape). Il inscrit son premier but un mois plus tard, contre la Roumanie, lors d'un quart de finale "aller" des éliminatoires de l'Euro 1972 (1-1). Son dernier but est marqué le 16 avril 1975, contre le Pays de Galles, pour ce qui constitue sa dernière sélection (défaite 1-2, éliminatoires de l'Euro 1976).

## Palmarès

### En équipe nationale
- Médaillé d'argent lors des Jeux olympiques d'été de 1972 avec l'équipe de Hongrie olympique

### En club
- Finaliste de la Coupe des villes de foires en 1968 avec le Ferencváros TC
- Champion de Hongrie en 1967, 1968 et 1976 avec le Ferencváros TC
- Vice-champion de Hongrie en 1970, 1971, 1973 et 1974 avec le Ferencváros TC
- Vainqueur de la Coupe de Hongrie en 1972, 1974 et 1976 avec le Ferencváros TC